# جادوی مهتاب
جادوی مهتاب نام یک مجموعه تلویزیونی به کارگردانی بهمن زرین‌پور و تهیه کنندگی علی‌اکبر کرد و حسین مروی است که در سال ۱۳۷۶ تولید شد.

## بازیگران
- سعید آقاخانی
- زیبا بروفه
- امیر غفارمنش
- امیر نوری
- نادیا دلدار گلچین
- گیتی معینی
- نیلوفر دوستی
- ابراهیم آبادی
- سیروس میمنت
- صادق هاتفی
- زهره صالحی
- امیر جوشقانی
- حسن مؤذنی
- اقدس رنجبر